# Čovek tvojih snova
Čovek tvojih snova je epizoda Dilan Doga objavljena u Srbiji premijerno u svesci br. 146. u izdanju Veselog četvrtka. Sveska je objavljena 18.04.2019. Koštala je 270 din (2,27 €; 2,65 $). Imala je 94 strane.

## Originalna epizoda
Originalna epizoda pod nazivom L'uomo del toi sogni objavljena je premijerno u br. 355. regularne edicije Dilana Doga u Italiji u izdanju Bonelija. Izašla je 30.03.2016. Epizodu je nacrtao Paolo Martinelo, a scenario napisala Paola Barbato. Naslovnu stranu nacrtao Anđelo Stano. Koštala je 3,5 €.

## Kratak sadržaj
Dilanova trenutna devojka Sendi se svake noći budi u istom košmaru: sanja kako nemoćna sedi na stolci dok joj iz tame prilazi nepoznat čovek. Sendi radi u Skotland Jardu kao službenica i već duže vreme pokušava da na osnovu sećanja lica čoveka iz košmara pronađe njegov identitet u policijskoj bazi podataka. Sendi, međutim, nije usamljena, jer uskoro saznajemo da postoje i drugi ljudi koji prolaze kroz identičan košmar, a sve ih progoni isti čovek. Dilan na kraju saznaje da su Sendini problemi povezani sa grižom savesti zbog nečega što je uradila u prošlosti.

## Značaj epizode
Epizoda se bavi grižom savesti zbog nečeg lošeg što je učinjeno u prošlosti. Misteriozna osoba koji se pojavljuje u snovima predstavljen je kao trgovac koji otkupljuje loša sećanja i zauzvrat nudi samo lepa. Njegovo pojavljivanje u snovima opravdano je samo kada osoba za ovu njegovu uslugu ne želi da plati nekim lepim osećanjem koja nastaje naknadno, kao posledica brisanja loših sećanja. Tada se nepoznati pojavljuje u obliku noćne more.

## Dilanove levičarske ideje
Dilan ima negativna odnos prema Margaret Tačer, smatrajući da ona nije ljudsko biće.

## Prethodna i naredna epizoda
Prethodna epizoda nosila je naziv Beda i okrutnost (br. 145), a naredna Ljudska mašina (br. 147).